# Christoph Heinrich Myller
Christoph Heinrich Myller (* 1740 in Zürich; † 1807 ebenda) war ein Schweizer Gymnasialprofessor. In die deutsche Literaturgeschichte ging der Schüler Johann Jacob Bodmers mit seinen Editionen mittelalterlicher Handschriften ein. Die Schreibweise seines Namens mit 'y' anstatt mit 'ü' wählte er zum einen aus Gründen der Originalität, zum anderen folgte er darin einer Marotte seines Lehrers, der diese Schreibweise zum Beispiel auch für die Schreibung seiner Heimatstadt „Zyrich“ bevorzugte, weil er sie für die ältere, ursprünglichere und damit bessere hielt.

## Leben
Myller wurde 1740 in der Schweiz geboren. Aus politischen Gründen musste er 1767 seine Heimat verlassen, ging nach Berlin und lehrte dort zwischen 1767 und 1788 am Joachimsthalischen Gymnasium Philosophie und Geschichte. Dann kehrte er nach Zürich zurück – seine Ausweisung aus der Schweiz war 1772 aufgehoben worden – wo er 1807 verstarb.

## DieSamlung
Myllers wichtigste Publikation ist die Samlung deutscher Gedichte aus dem XII., XIII. und XIV. Jahrhundert. Sie erschien in den Jahren 1784–1787 in drei Bänden in Berlin. In dieser Ausgabe wurden viele bedeutsame epische und lyrische Texte der deutschsprachigen Literatur des Mittelalters erstmals ediert und so einem neuzeitlichen Publikum bekannt gemacht. So bietet die reiche Textsammlung das Nibelungenlied, den Parzival des Wolfram von Eschenbach, den Iwein, den Gregorius und den Armen Heinrich des Hartmann von Aue, den Tristan des Gottfried von Straßburg, den Eneasroman des Heinrich von Veldeke sowie Flore und Blanscheflur und andere mehr oder weniger vollständigen Texte samt einigen Sangspruch-Dichtersammlungen, Minneliedern, Tierbîspiln und einigen Maeren.

### Entstehung
Die Samlung ist nicht Myllers alleiniges Werk. Zu großen Teilen bearbeitete er erste Abschriften Bodmers und bereitete sie für die Publikation vor. Noch heute stellt die Frage danach, welche Teile der Abschriften von Bodmer und welche von Myller stammen, einen großen Bestandteil der Forschung um diese Edition dar. Sicher jedoch ist, dass das Zustandekommen der Publikation eindeutig auf die Initiative des Schülers zurückgeht: 1780 wandte Myller sich in einem persönlichen Brief mit seinem Editionsplan an Bodmer, der jedoch nicht reagierte und den Brief unbeantwortet ließ. Daraufhin wählte Myller den öffentlichen Weg: Mit einem Aufruf zur Subskription des Projektes in der Gelehrtenzeitschrift Deutsches Museum setzte er Bodmer unter Druck. Dieser sandte ihm daraufhin seine Abschriften des Nibelungenliedes. Dies ist der Grund, dass dieses die Ausgabe anführt.

### Bearbeitungen
Neben dem Nibelungenlied, befindet sich im ersten Band der Parzival Wolframs, den Bodmer bereits 1753 veröffentlicht und bearbeitet hatte. Immer wieder hatte dieser das Parzival-Thema aufgegriffen und aus Gründen der – wie er meinte – leichteren Rezipierbarkeit in Hexameter („Singe denn provenzalische Muse von Parzival etwas“) oder zu Balladen, die er für eine epische Gattung hielt, umgeformt. Dabei hatte er stets seine Bearbeitungen neben Abschriften der mittelhochdeutschen Texte gestellt, da es sein eigentliches Anliegen war, letztere dem Publikum näherzubringen. Die Samlung Myllers nun besteht aus reinen Auszügen aus den Handschriften (wobei natürlich jeder Editor meint Verbesserungen anführen zu dürfen). Die Abschriften Bodmers wechseln sich mit denen Myllers aus dem Codex St. Gallen 857 ab. Dabei korrigiert Myller einige Fehler Bodmers.

### Zeitgenössische Aufnahme
Der erste Band ist auch von historischem Interesse. Hier widmet Myller seine gesamte Edition „Seiner Durchlaucht Karl Friedrich. Marckgrafen zu Baaden und Hochberg u. s. w.“ in „tiefster Ehrfurcht“. Das ihm 1782 zugesandte Exemplar (ein Vordruck) nahm dieser an und ließ es zunächst positiv bestätigen. Aus dem Jahre 1784, dem eigentlichen Erscheinungsjahr, ist jedoch folgender Brief überliefert:
„Hochgelahrter, lieber Getreuer! Ihr urtheilt viel zu vorteilhafft von denen Gedichten aus dem 12., 13. und 14. Seculo, deren Druck Ihr befördert habet, und zur Bereicherung der Teutschen Sprache so brauchbar haltet. Meiner Einsicht nach sind solche nicht einen Schuss Pulver werth; und verdienten nicht aus dem Staube der Vergessenheit gezogen zu werden. In meiner Bücher-Sammlung wenigstens würde Ich dergleichen elendes Zeug nicht dulten; sondern herausschmeißen. Das Mir davon eingesandte Exemplar mag dahero sein Schicksal in der dortigen großen Bibliothek abwarten. Viele Nachfrage verspricht aber solchem nicht, Euer sonst gnädiger König Frch.“
Diese Anekdote wird im Allgemeinen zitiert, um auf die mangelnde Wertschätzung von Literatur durch den 'großen Kurfürsten' hinzuweisen. Jedoch nicht nur dieser reagierte distanziert auf die Ausgabe mittelalterlicher Literatur. So dient der Bericht Friedrich Heinrich von der Hagens darüber, dass die letzten Exemplare von Myllers drittem Band in einem Breslauer Kaufladen als Tüten verwendet wurden, ebenfalls als Beleg der Missbilligung des Projektes durch das breite Publikum.
Von dem literarischen Publikum und der Fachwelt jedoch – dazu gehörten u. a. Gottsched, der Göttinger Hainbund, Lessing und Herder – wurde die Edition durchgehend positiv aufgenommen. Lange Jahre griffen auch die mittelalterbegeisterten Autoren der Romantik wie August Wilhelm Schlegel, Ludwig Tieck oder Friedrich de la Motte Fouqué für ihre Nachdichtungen mittelalterlicher Stoffe auf Myllers (wie auch auf Bodmers) Editionen zurück, die somit die Basis vieler Rezeptionsprozesse der genannten Texte darstellten. In der Wissenschaftsgeschichte wurden sie dann ab den 20er Jahren des 19. Jahrhunderts von den – teilweise heute noch gültigen – textkritischen Editionen Karl Lachmanns abgelöst.

## Werke
Folgende Werke wurden von Ch. H. Myller herausgegeben:
- Samlung deutscher Gedichte aus dem XII., XIII. und XIV. Jahrhundert. Erster Band. Der Nibelungen Liet. Eneidt. Got Amur. Parcival. Der arme Heinrich. Von der Minnen. Dis ist von der Wibe List. Dis ist von dem Pfennige. Berlin 1784

- Samlung deutscher Gedichte aus dem XII., XIII. und XIV. Jahrhundert. Zweiter Band. Welcher enthaltet: Tristan. Meister Alexander‘s Gesang. Meister Stolle‘s Gesang. Des Helleviur‘s Gesang. Meister Singolf‘s Gesang. Tristan des von Vribert. Meister Kelyn‘s Gesang. Meister Ellis von der Leyne Gesang. Meister Rudinger’s Gesang. Meister Gervelyn’s Gesang. Des Urenheimer’s Gesang. Shynnenberger’s Gesang. Flore und Blancheflur. H. Walther’s von der Vogelweide Gesang. Twein. Herman Damen’s Gesang. Des Gutere’s Gesang. Ein Altdeutsches Meister Gesangbuch. Freygedank. Des unvurtzaghete’n Gesang. Des Goldener’s Gesang. Berlin: Spener. 1785.

- Samlung deutscher Gedichte aus dem XII., XIII. und XIV. Jahrhundert. Dritter Band: Conrad von Wuerzburg vom Trojanischen Kriege. Fragmente und kleinere Gedichte. Berlin: Spener. 1787.